# الخط الملكي القطبي الشمالي
الخط الملكي القطبي الشمالي (بالإنجليزية: Royal Arctic Line)‏، شركة شحن بحري في جرينلاند، مملوكة بالكامل من قبل حكومة الحكم الذاتي في جرينلاند. تم تشكيلها في عام 1993، ويقع مقرها الرئيسي في نوك.